# Thizy (Rodan)
Thizy – miejscowość i gmina we Francji, w regionie Owernia-Rodan-Alpy, w departamencie Rodan.
Według danych na rok 1990 gminę zamieszkiwało 2855 osób, a gęstość zaludnienia wynosiła 1472 osób/km² (wśród 2880 gmin regionu Rodan-Alpy Thizy plasuje się na 314. miejscu pod względem liczby ludności, natomiast pod względem powierzchni na miejscu 1691.).